# Elliott Tittensor

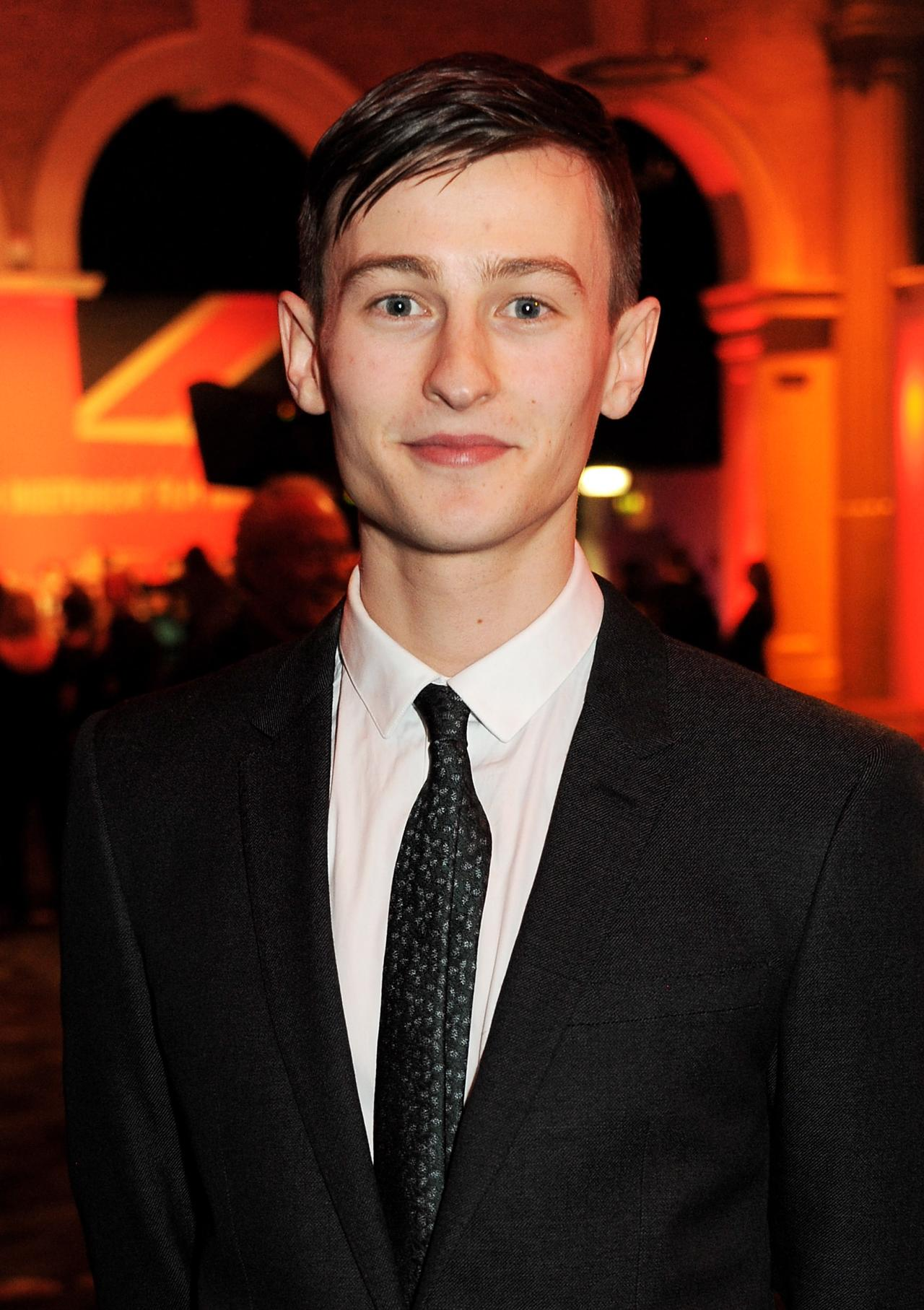
Elliott Tittensor

Elliott John Tittensor (* 3. November 1989 in Heywood) ist ein britischer Schauspieler.

## Leben und Karriere
Tittensor wurde am 3. November 1989 in Heywood geboren. Er besuchte die Heywood Community High School. Sein Zwillingsbruder Luke ist ebenfalls Schauspieler. Sein Debüt gab er 2003 in der Serie Brookside. Von 2004 bis 2013 war er in Shameless zu sehen.
Anschließend spielte Tittensor 2012 in dem Film Spike Island die Hauptrolle. 2013 setzte er seine Karriere in The Selfish Giant fort. Außerdem bekam er 2017 eine Rolle in dem Film Dunkirk. Zwischen 2022 und 2024 trat er in der Serie House of the Dragon.

## Privates
Während er mit seiner Freundin Kaya Scodelario liiert war, wurde er wegen eines Verkehrsunfalls verhaftet, bei dem er ein unversichertes Auto fuhr und das Opfer schwer verletzte und erblinden ließ. Tittensor bekannte sich des Fahrens ohne Versicherung schuldig und wurde erfolgreich auf Schadensersatz verklagt.

## Filmografie (Auswahl)
Filme
- 2012: Spike Island
- 2013: The Selfish Giant
- 2015: North v South
- 2016: Reg
- 2017: Dunkirk

Serien
- 2003: Brookside
- 2004–2013: Shameless
- 2012: Moving On
- 2022–2024: House of the Dragon